# Gatterberg
Gatterberg ist eine Gemarkung im oberbayerischen Landkreis Erding. Bis 1971 bestand die Gemeinde Gatterberg im Landkreis Wasserburg.
Die Gemarkung mit einer Fläche von etwa 574 Hektar liegt vollständig im Gemeindegebiet von St. Wolfgang im Landkreis Erding.
Gatterberg gilt auch als umgangssprachliches Synonym für die Landschaft der Gemarkung Gatterberg, die jedoch korrekt mit Gattergebirge bezeichnet wird.

## Geschichte
Gatterberg gehörte historisch zur Grafschaft Haag und später zum Landkreis Wasserburg am Inn. Es war, obwohl es keinen Ort dieses Namens gab oder gibt, eine eigenständige Gemeinde, die am 1. April 1971 nach St. Wolfgang eingemeindet wurde.
Die ehemalige Gemeinde Gatterberg hatte 1961 eine Gemeindefläche von 575,67 Hektar und bestand aus 22 Ortschaften: den Weilern Frühmanstett, Burdberg, Gänsberg, Gassen, Hundsruck und Schedenberg, sowie den Einöden Arbesstett, Brandstett, Brenner, Geigersöd, Grub, Hauderstett, Hilgen, Hütter, Irlmaier (mit Hundsruck verbunden), Irlwirth, Lechner, Rindbach, Rudorfer, Schloifer, Wies, Zeilhub und Zulehen. Der Weiler Burdberg (historisch auch Buschberg) an der östlichen Grenze der ehemaligen Gemeinde war 1961 die einwohnerstärkste Ortschaft.
Die kleinbäuerliche Hofanlage aus Rindbach (Rindbeck) aus dem Jahr 1790 wurde in das Bauernhausmuseum des Landkreises Erding umgesetzt und steht dort im Mittelpunkt des Museums.
Zum 31. Dezember 2011 hatten die Orte in der Gemarkung Gatterberg in Summe 163 Einwohner. Auf Grundlage der oben genannten Fläche ergibt das eine Bevölkerungsdichte von 29,0 Einwohnern je km². 1961 wurden in der Gemeinde Gatterberg noch 233 Einwohner gezählt, 1970 waren es 212.
Die Gemarkung ist Namensgeber für den Wasserbeschaffungsverband, der die gesamte Gemeinde Sankt Wolfgang mit Trinkwasser versorgt. Die 1877 gegründete Freiwillige Feuerwehr Gatterberg besteht auch nach der Auflösung der Gemeinde weiter.
Gatterberg sollte nicht mit dem Ortsteil Gattererberg von Stummerberg in Tirol verwechselt werden.

## Sehenswürdigkeiten
Die Antoniuskapelle westlich der Einöde Rudorfer ist der einzige Sakralbau dieses Gemeindeteils. Das 1902 von Anton Singer erbaute Gebäude befindet sich in Privatbesitz und wurde 2006 renoviert. Seither wird dort jedes Jahr am 1. Mai eine Maiandacht abgehalten. Früher gab es jedes Jahr zu Pfingsten eine Prozession zur Kapelle.
Weitere Baudenkmäler sind für Grub und Wies nachgewiesen. Siehe Liste der Baudenkmäler in Sankt Wolfgang (Oberbayern).

## Politik
Nach dem Zweiten Weltkrieg konnte die CSU in Gatterberg mit 61,9 % (1949) bzw. 58,9 % (1950) einige der seinerzeit höchsten Ergebnisse in Altbayern erzielen. Gatterberg bildet heute zusammen mit Schönbrunn einen Wahl- bzw. Stimmbezirk. Bei der Landtagswahl 2008 erhielten die CSU 75 %, Freie Wähler 7,5 % und die FDP 6,9 % der Zweitstimmen. Bei der Bundestagswahl 2009 konnte die CSU in diesem gemeinsamen Wahlbezirk 71,1 % der Zweitstimmen gewinnen, gefolgt von der FDP mit 9,8 %.
Der CSU-Ortsverband Gatterberg-Schönbrunn, der mit rund 5 % der Einwohner einer der prozentual stärksten Ortsverbände des Freistaats ist, unterstützt bei den Gemeinderatswahlen die parteiunabhängige "Wählergruppe Gatterberg/Freie Wählergemeinschaft Schönbrunn", um eine kommunale Interessenvertretung der beiden Ortsteile im Wolfganger Gemeinderat sicherzustellen.